# Boris Vallejo
Boris Vallejo (Lima, 8 de janeiro de 1941) é um pintor do Peru, realizador de um grande volume de trabalhos desde então para o campo da fantasia e ficção científica. Boris também ilustrou diversas capas de revistas, filmes e jogos.

## Carreira
Boris frequentou a Escola Nacional de Belas Artes do Peru antes de imigrar para os Estados Unidos, já no ano de 1964. Boris utilizou como modelo em muitos de seus trabalhos a própria mulher, a americana Julie Bell, que é ex-fisiculturista e também pintora.

## Obras
- Imaginistix (2006)
- The Fabulous Women of Boris Vallejo and Julie Bell (2006)
- The Ultimate Collection (2005)
- Twin Visions (2002)
- Fantasy Workshop
- Sketchbook
- Superheroes
- Dreams: The Art of Boris Vallejo (1999)
- Fantasy Art Techniques (1985)
- Mirage (1982, reprinted 1996 & 2001)
- The Fantastic Art of Boris Vallejo (1980)
- Titans